# Lisa Bentley
Lisa Bentley (* 28. November 1968) ist eine ehemalige kanadische Triathletin und elfmalige Ironman-Siegerin (3,86 km Schwimmen, 180 km Radfahren und 42,195 km Laufen).

## Werdegang
Seit den späten 1990er Jahren ging Lisa Bentley im Triathlon vor allem auf der Langdistanz an den Start.
1998 gewann Lisa Bentley auf der Langdistanz den Strongman All Japan Triathlon und sie konnte den Streckenrekord um 19 Minuten unterbieten. 1988 wurde bei ihr Mukoviszidose festgestellt.
 
Im März 2000 erreichte sie in Neuseeland ihren ersten Ironman-Sieg.
2005 konnte Lisa Bentley den Ironman Germany in Frankfurt am Main für sich entscheiden.

### 3. Rang Ironman World Championships 2006
Im Oktober 2006 wurde sie hinter der Siegerin Michellie Jones Dritte beim Ironman Hawaii und Zweite auf der Mitteldistanz bei den Ironman 70.3 World Championships in Clearwater (Florida).
Beim Ironman Australia schaffte sie von 2002 bis 2006 fünf Siege in Folge. Vor ihr erreichte Louise Bonham vier Siege und Lori Bowden drei an der australischen Ostküste in Port Macquarie. Nach 2009 trat sie nicht mehr international in Erscheinung. 
Die 52-Jährige wurde 2021 zusammen mit Simon Whitfield zum Captain ernannt für das im Collins Cup der Professional Triathletes Organisation startende Team International (Teresa Adam, Paula Findlay, Jeanni Metzler, Carrie Lester, Sarah Crowley, Ellie Salthouse, Lionel Sanders, Braden Currie, Sam Appleton, Max Neumann, Kyle Smith und Jackson Laundry).
Lisa Bentley ist als Coach und Trainerin tätig.

## Auszeichnungen
- Im Januar 2014 wurde Lisa Bentley für ihre sportlichen Erfolge zusammen mit Simon Whitfield mit dem Triathlon Canada’s Hall of Fame ausgezeichnet.[2]

## Sportliche Erfolge
| Datum/Jahr    | Rang | Wettbewerb                        | Austragungsort | Zeit     | Bemerkung                                                             |
| ------------- | ---- | --------------------------------- | -------------- | -------- | --------------------------------------------------------------------- |
| 13. Sep. 2009 | 13   | Ironman 70.3 Muskoka              | Muskoka        | 05:07:41 |                                                                       |
| 23. Aug. 2009 | 1    | Ironman 70.3 Philippines          | Camarines Sur  | 04:24:29 |                                                                       |
| 17. Mai 2009  | 6    | Ironman 70.3 Florida              | Orlando        | 04:30:55 |                                                                       |
| 3. Mai 2009   | 5    | Ironman 70.3 St. Croix            | Saint Croix    | 04:41:48 |                                                                       |
| 13. Juli 2008 | 1    | Ironman 70.3 Rhode Island         | Narragansett   | 04:27:50 |                                                                       |
| 5. Okt. 2008  | 1    | Ironman 70.3 Austin               | Austin         | 04:20:15 | Sieg für Lisa Bentley beim Auftaktrennen für die neue Saison in Texas |
| 11. Nov. 2006 | 2    | Ironman 70.3 World Championship   | Clearwater     |          |                                                                       |
| Feb. 2001     | 1    | Hell of the West Triathlon        | Goondiwindi    |          | 2 km Schwimmen, 80 km Radfahren und 20 km Laufen                      |
| Feb. 2000     | 1    | Hell of the West Triathlon        | Goondiwindi    |          |                                                                       |
| 7. Mai 2000   | 5    | St. Croix Triathlon               | Saint Croix    | 03:01:09 |                                                                       |
| 1999          | 3    | St. Croix Triathlon               | St. Croix      |          |                                                                       |
| 27. Nov. 1994 | 20   | ITU Triathlon World Championships | Wellington     | 02:12:50 |                                                                       |

| Datum/Jahr    | Rang | Wettbewerb                                      | Austragungsort | Zeit     | Bemerkung                                                |
| ------------- | ---- | ----------------------------------------------- | -------------- | -------- | -------------------------------------------------------- |
| 8. Apr. 2008  | 5    | Ironman Canada                                  | Penticton      |          |                                                          |
| 26. Aug. 2007 | 1    | Ironman Canada                                  | Penticton      | 09:41:01 |                                                          |
| 13. Okt. 2007 | 16   | Ironman Hawaii                                  | Hawaii         | 09:51:40 |                                                          |
| 21. Okt. 2006 | 3    | Ironman Hawaii                                  | Hawaii         |          |                                                          |
| 27. Aug. 2006 | 2    | Ironman Canada                                  | Penticton      | 09:28:18 |                                                          |
| 2. Apr. 2006  | 1    | Ironman Australia                               | Port Macquarie | 09:19:44 |                                                          |
| 10. Juli 2005 | 1    | Ironman Germany                                 | Frankfurt      | 09:15:31 |                                                          |
| 3. Apr. 2005  | 1    | Ironman Australia                               | Forster        | 09:13:22 |                                                          |
| 16. Okt. 2004 | 4    | Ironman Hawaii                                  | Hawaii         | 10:04:16 |                                                          |
| 4. Apr. 2004  | 1    | Ironman Australia                               | Forster        |          |                                                          |
| 29. Aug. 2004 | 1    | Ironman Canada                                  | Penticton      | 09:16:02 |                                                          |
| 18. Okt. 2003 | 5    | Ironman Hawaii                                  | Hawaii         | 09:22:41 | [ 3 ]                                                    |
| 24. Aug. 2003 | 1    | Ironman Canada                                  | Penticton      | 09:47:09 |                                                          |
| 6. Apr. 2003  | 1    | Ironman Australia                               | Forster        |          |                                                          |
| 19. Okt. 2002 | 6    | Ironman Hawaii                                  | Hawaii         |          |                                                          |
| 7. Apr. 2002  | 1    | Ironman Australia                               | Forster        |          |                                                          |
| 2001          | 1    | Ironman New Zealand                             | Taupō          |          |                                                          |
| 14. Okt. 2000 | 6    | Ironman Hawaii                                  | Hawaii         | 09:49:28 |                                                          |
| 9. Juli 2000  | 2    | Ironman Europe                                  | Roth           |          |                                                          |
| 4. März 2000  | 1    | Ironman New Zealand                             | Taupō          | 09:28:14 |                                                          |
| 1999          | 3    | Ironman New Zealand                             | Taupō          | 09:27:43 | mit der schnellsten Marathon-Zeit in 3:01:58 Stunden     |
| 1. Okt. 1998  | 26   | Ironman Hawaii                                  | Hawaii         |          |                                                          |
| 5. Sep. 1998  | 5    | ITU Long Distance Triathlon World Championships | Sado           | 06:46:23 |                                                          |
| 1998          | 12   | Ironman Europe                                  | Roth           |          |                                                          |
| 19. Apr. 1998 | 1    | Strongman All Japan Triathlon                   | Miyakojima     | 08:51:36 | erster Sieg auf der Langdistanz mit neuem Streckenrekord |
| 18. Okt. 1997 | 11   | Ironman Hawaii                                  | Hawaii         |          |                                                          |
| 24. Aug. 1997 | 4    | Ironman Canada                                  | Penticton      | 09:29:45 | erster Start auf der Ironman-Distanz                     |
| 7. Sep. 1996  | 16   | ITU Long Distance Triathlon World Championships | Muncie         | 04:29:16 |                                                          |

(DNF – Did Not Finish)